# 9837 Jerryhorow
9837 Jerryhorow este un asteroid din centura principală de asteroizi.

## Descriere
9837 Jerryhorow este un asteroid din centura principală de asteroizi. A fost descoperit pe 12 ianuarie 1986 la Stația Anderson Mesa de Irwin Horowitz. Asteroidul prezintă o orbită caracterizată de o semiaxă mare de 2,71 ua, o excentricitate de 0,02 și o înclinație de 5,8° în raport cu ecliptica.